# 马过河镇
马过河镇，是中华人民共和国云南省曲靖市马龙区下辖的一个镇。

## 行政区划
马过河镇下辖以下地区：
马过河社区、麻衣村、车章村、何家村和鲁石村。